# Camillo Felgen
Camillo Jean Nicolas Felgen (Tétange, 17 novembre 1920 – Esch-sur-Alzette, 16 luglio 2005) è stato un cantante lussemburghese.
Ha rappresentato il Lussemburgo all'Eurovision Song Contest 1960 e all'Eurovision Song Contest 1962.